# جوني دونكان
جوني دونكان (بالإنجليزية: Johnny Duncan)‏ (14 فبراير 1896 في المملكة المتحدة - 14 مارس 1966 بليستر في المملكة المتحدة) هو مدرب كرة قدم ولاعب كرة قدم بريطاني (وحمل سابقاً جنسية المملكة المتحدة لبريطانيا العظمى وأيرلندا) في مركز نصف الجناح. شارك مع منتخب اسكتلندا لكرة القدم. أما مع النوادي، فقد لعب مع ريث روفرز وليستر سيتي وLochgelly United F.C. ‏.

## وصلات خارجية
- جوني دونكان على موقع الاتحاد الإسكتلندي (الإنجليزية)
- جوني دونكان على موقع قاعدة بيانات كرة القدم.إي يو (الإنجليزية)
- جوني دونكان على موقع ناشيونال فوتبول تيمز (الإنجليزية)